# Libro de visitas

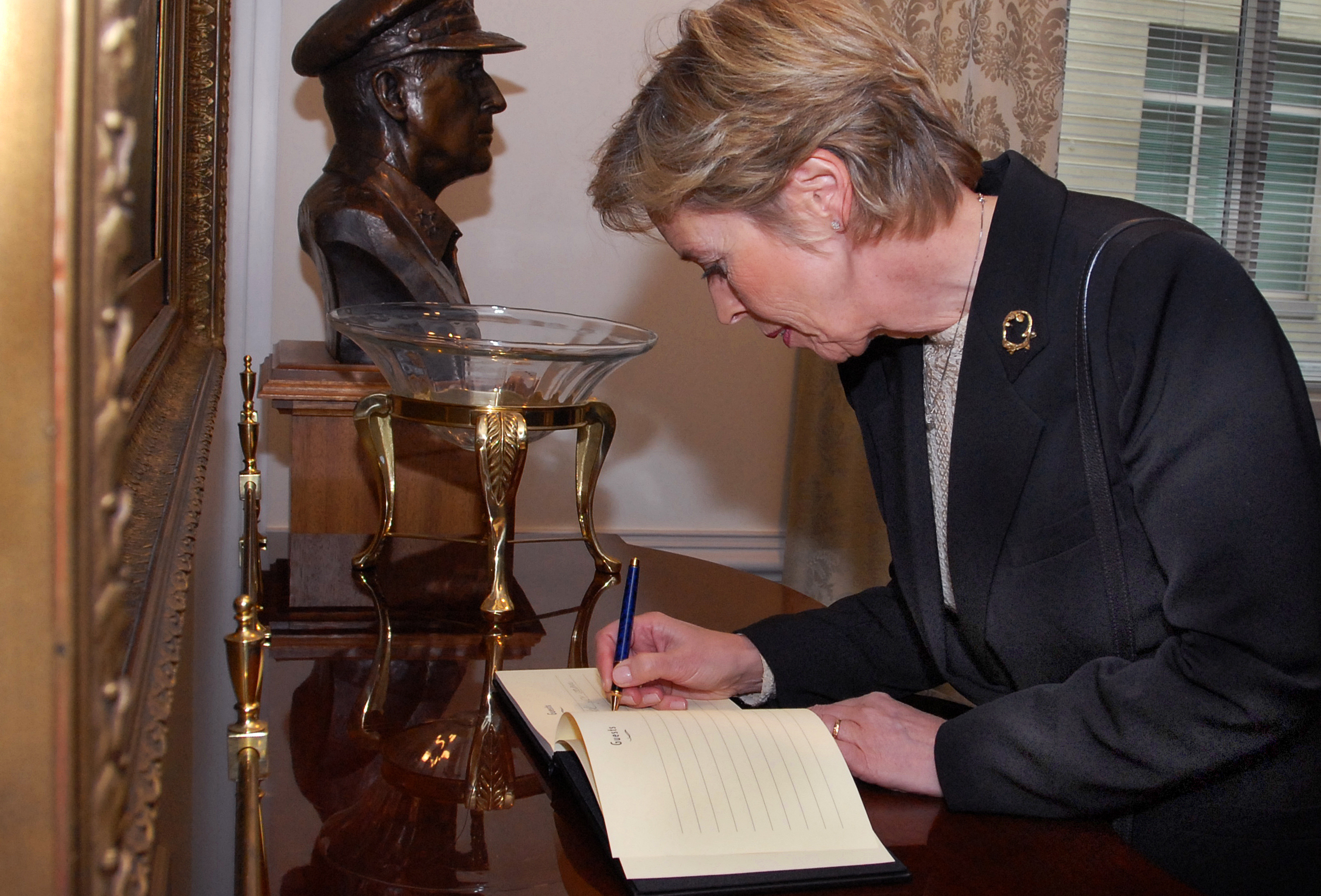
La ministra noruega de Defensa Anne-Grete Strøm-Erichsen firma un libro de visitas en el Pentágono en 2007

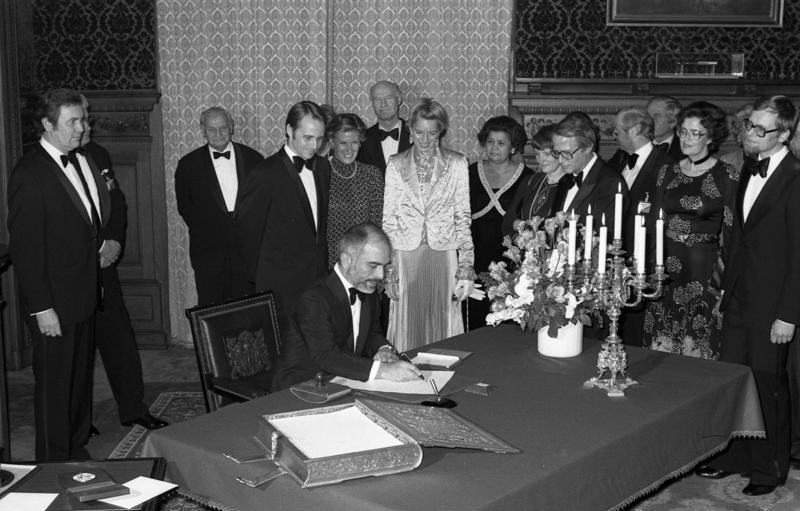
Hussein de Jordania firma el Libro Dorado de Hamburgo.

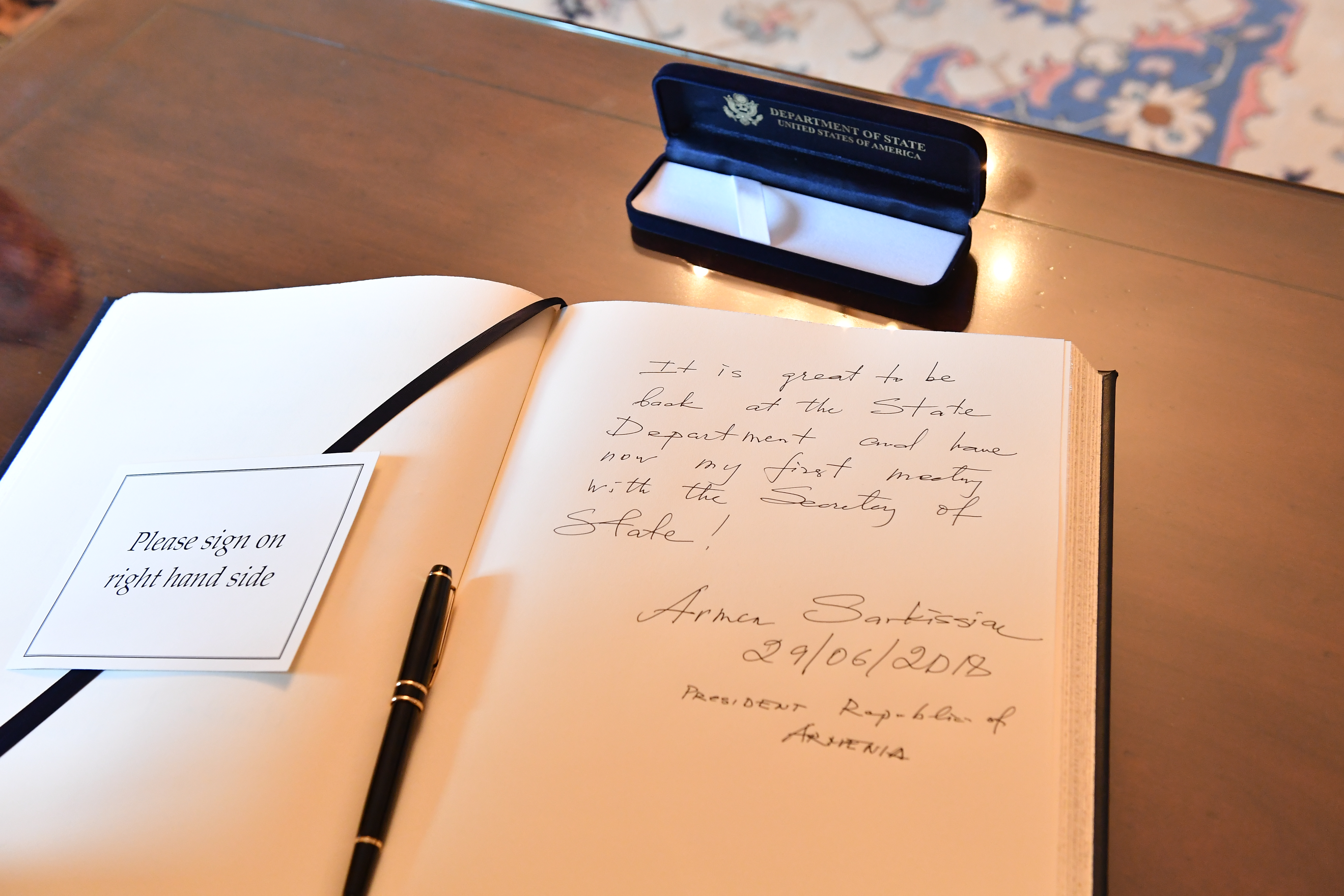
El Presidente armenio Armen Sarkissian firma el libro de visitas en el Departamento de Estado.

Un libro de visitas es un soporte en papel o en un medio electrónico sobre el cual los visitantes dejan su opinión sobre la visita realizada a un sitio, ya sea físico ya basado en la web, y dejar detalles como su nombre, dirección postal o electrónica y cualquier tipo de comentarios. Dichos cuadernos o libros a base de papel son usados tradicionalmente en iglesias, bodas, funerales, bed and breakfast, museos, escuelas, instituciones y otras instalaciones privadas abiertas al público.  Algunas casas particulares también ofrecen este tipo de soportes. Algunas formas especializadas de libros de visitas incluyen los registros de hoteles en los que se registra la información de contacto de los huéspedes, y los Libros de Pésame, los cuales son utilizados en casas de luto reciente y más generalmente después de la muerte de personajes públicos notables como puede ser la de un monarca o de un presidente de gobierno, o después de un desastre público, como un accidente aéreo.

## Libro de visitas en la web
En internet, un libro de visitas es un sistema de logging que permite que los visitantes de un sitio web dejen un comentario público.  También es posible en algún libro de visitas que los visitantes expresen sus pensamientos sobre el sitio web o su contenido. Generalmente, no se requiere crear una cuenta de usuario al tratarse de un método informal de dejar un mensaje rápido. El propósito de un libro de visitas de una sitio web es mostrar la clase de visitantes que dicho sitio consigue, incluyendo la zona del mundo en la que residen, y obtener retroalimentación por parte de ellos. Esto permite al webmaster evaluar y optimizar su sitio. Un libro de visitas es generalmente un Script, que normalmente está alojado remotamente y escrito en un lenguaje como Perl, PHP, Pitón o ASP. Existen muchos libros de visitas y scripts gratuitos.
Los nombres y direcciones proporcionados en libros de visitas ya sea en papel ya en formato electrónico son frecuentemente grabados y cotejados para proporcionar estadísticas sobre los visitantes a dicho sitio y para contactar con los visitantes en el futuro. Dado que dichos soportes están considerados objetos efímeros, los historiadores, becarios literarios y otros investigadores académicos se han sentido cada vez más interesados en identificarlos y ayudar a conservarlos.